# Falus Ferenc (író)
Falus Ferenc, született Frank (Eger, 1896. április 15. – Budapest, 1971. szeptember 30.) magyar író, újságíró. Falus István színész, gyártás- és felvételvezető bátyja.

## Életpályája
Frank Izidor (1863–1937) törzsőrmester, majd városi gondnok és Kugler Julianna gyermekeként született izraelita családban. A gimnáziumot Miskolcon végezte, majd jogot hallgatott Sárospatakon és Budapesten. A Miskolci Napló munkatársaként kezdte pályáját, novellákat és verseket is publikált. Több budapesti lap munkatársa volt. Az első világháború ideje alatt két két évig teljesített szolgálatot, majd malária fertőzés miatt leszerelt. A Magyarországi Tanácsköztársaság idején a Fáklya című napilapnál és A munka című kőnyomatos kiadványnál dolgozott. A 20-as évek elején Az Est rendőri rovatát vezette. Cikkei sok vihart kavartak, egy alkalommal írása miatt három hónapnyi börtönbüntetést is kapott. 1924-ben lehetőséget kapott Az Est munkatársaként, hogy Kairóba utazzon és tudósítson a Tutanhamon sírja körüli bonyodalmakról, illetve az egyiptomiak függetlenedési törekvéseiről. 1927 novemberében Heti Újság címmel riportlapot indított. Maga mellé vette Bérczi Vilmos hírlapírót, aki később nemzetközileg ismert újságíró lett és a második világháború ideje alatt De Gaulle tábornok sajtófőnöke. Az 1938. szeptember 18-i „Ember! A háborút akarod?” című cikke miatt Széll József belügyminiszter a lapot betiltatta. Indoklása szerint a közlemény „az ország védelmi érdekeit veszélyeztette". 1939-ben franciaországi emigrációba ment, a Journal de Paris főszerkesztője lett. 1939 és 1943 között naplót vezetett, mely ma már írói hagyatéka részét képezi. A német csapatok párizsi bevonulása után tudósításai egy ideig még megjelentek az Újságban. 1944 márciusában agyvérzést kapott, munkaképességét többé nem nyerte vissza. Naplófeljegyzései az OSZK Kézirattárában találhatók. A Magyar Újságírók Szövetségének tagja volt.
Házastársa Goldenring René volt, akivel 1938. augusztus 4-én Budapesten, a Terézvárosban kötött házasságot.
Sírja a Kozma utcai izraelita temetőben található.